# ألبرت بيكر
ألبرت بيكر (28 نوفمبر 1872 - 17 أبريل 1948) (بالإنجليزية: Albert Baker)‏ هو لاعب كريكت بريطاني.